# إكرام عزوز
إكرام عزوز ( بالفرنسية: Ikram Azzouz) ولد سنة 1963 في قبلي هو ممثل مسرحي سينمائي وتلفزي ومنتج تونسي .

## حياته
ممثل محترف منذ 1985، بدايته كانت بين المسرح المدرسي والهواية، واشتغل في مسرح الهواة بالجامعة. ولما احترف اشتغل مع العديد من رجال المسرح المحترفين مثل عز الدين قنون، البشير إدريسي، منى نور الدين وغيرهم، كذلك مع الفرقة البلدية، وهي أول فرقة محترفة في الجمهورية التونسية.
ولد إكرام في قبلي سنة 1963. يعمل والده أستاذا في مادة الفرنسية ومديرا للمعهد الثانوي بقبلي درس المرحلة الابتدائية في مدرسة كتاب الوزير ثم في المعهد الصادقي والعلوية المرحلة الثانونية والتحق بعد ذلك بكلية الحقوق والعلوم السياسية والاقتصادية لدراسة القانون. كان إلى جانب الدراسة يمارس هواية التمثيل ضمن المسرح المدرسي تحت إشراف المسرحي حمادي المزي وإلى جانب فيصل الصمعي وشوقي الماجري. التحاق بفرقة بلدية تونس للتمثيل وله 22 سنة حيث كان أصغر عناصرها بعد فرحات الجديد.
إكرام عزوز هو أيضا مدير المهرجان الدولي للمونودراما بقرطاج. · 

## أعماله

### مسلسلات
- عند عزيز لحاتم بلحاج وصلاح الدين الصيد، 2003 بدور المنوبي
- شوفلي حل (الموسم 1) (ضيف الحلقة 28 و 29) لصلاح الدين الصيد وحاتم بلحاج، 2005، بدور محسن عجاج
- شوفلي حل (الموسم 3) لصلاح الدين الصيد وحاتم بلحاج، 2006، بدور أحد المرضى النفسيين
- شوفلي حل (الموسم 5) لصلاح الدين الصيد وعبد القادر الجربي وحاتم بلحاج، 2009 بدور أحد المرضى النفسيين
- أقفاص بلا طيور لعز الدين الحرباوي وسلمى بكار وجمال شمس الدين، 2009، بدور رشاد
- كان يا ما كان، 2009، بدور الأمير نعمان
- دار الخلاعة لأحمد رجب وحاتم بلحاج، 2010، بدور رفيق
- باب الحارة 2100 لهيفاء عرعار وأسامة عبد القادر، 2012، بدور أبو باديس
- ديبانيني لحاتم بلحاج، 2012، (ضيف شرف)
- يوميات علولو لكمال يوسف وطارق بنحجل وبشير المناعي، 2013، (عبد الحميد)
- الزوجة الخامسة لالحبيب المسلماني وجمال الدين خليف، 2013 (ضيف شرف الحلقات 1 و2 و5 و7 و10)، (الحطّاب)
- بنت أمها (الموسم 1) ليوسف ميلاد ومخلص معلى ومحمد الصديق، 2014، (ضيف شرف)
- عيلة تونسية لسلمان الشاوش وجلال الدين السعدي، 2014، (عم فاضل)
- نسيبتي العزيزة لصلاح الدين الصيد ويونس الفارحي، ضيف شرف الحلقة 5 من الجزء 7، 2016، (الجيلاني المدور، محافظ أمن، شهر بو راوي)
- البانكة العريانة (مسلسل إذاعي) لمحمد السياري ومحمد المي، 2017
- بوليس حالة عادية 4.0 لمجدي السميري وزهور بن حمدي، 2017، (ضيف شرف)
- دار العجب لمحمد إقبال شقشم، 2018، بدور سي النوري
- زنقة الريح لأسامة رزق وعبد الرحمن حقيق بدور حواتو، 2019 (ضيف شرف)
- دار نانا لمحمد علي ميهوب ويونس الفارحي، 2019، بدور عبد القادر (ضيف شرف)
- مسرح العائلة لأنور العياشي وعماد بن عمارة ومحسن بن نفيسة ودليلة مفتاحي وعبد العزيز المحرزي ومنير العرقي وصابر الحامي ومحمد مزيان ومحمد علي الشريف، 2019، بدور شريفة
- عمارة العجب (مسلسل إذاعي) للطفي العكرمي ورياض السمعلي، 2020،
- 27 ليسري بوعصيدة وسلمى هبي، 2020، بدور فيليپ

 2020

### سينما

#### أفلام طويلة
- صيف حلق الواد لفريد بوغدير، 1995
- كنز دمشق، 1998
- موسم الرجال لمفيدة التلاتلي، 2000، بدور سليمان
- خارجون عن القانون لرشيد بوشارب، 2010، بدور عمر
- ماريا دي نازاريت لجياكومو كامبيوتي وفرنشيسكو أرلانش، 2012
- رائحة الربيع ، 2016

#### أفلام قصيرة
- كاتب عمومي، 2001

### مسرحيات
- الدنيا فرجة، 2007
- جيبولي بوه لعبد العزيز المحرزي، 2009، بدور فتحي
- يصير على النساء، 2010
- 24ساعةL'ultimatum ، بدعم من المهرجان الوطني للصيد البحري، 2014

"انتاجات مسرحية جديدة وعرض يكرم الراحلة علية". Assabah News. مؤرشف من الأصل في 2014-05-12. اطلع عليه بتاريخ 2020-03-26.</ref>
- سيلفي لأحمد عامر والطاهر عيسى بالعربي، 2015، بدور عامل نظافة
- ظلموني حبايبي لعبد العزيز المحرزي، بدور البشير الرحال، والد عليّة، 2015
- حفيظة شهريار
- الطيب كح لعبد العزيز المحرزي وريم الزريبي ومحسن بن نفيسة، 2018، بدور الطيب
- فنان الفراشة، 2019[8] 2015

 2018،

## وصلات خارجية
إكرام عزوز على موقع IMDb (الإنجليزية)
- إكرام عزوز على موقع قاعدة بيانات الأفلام العربية
- إكرام عزوز على موقع ألو سيني (الفرنسية)

لا توجد روابط لمواقع التواصل الاجتماعي.